# Santa Marta (Santa Marta de Tera)

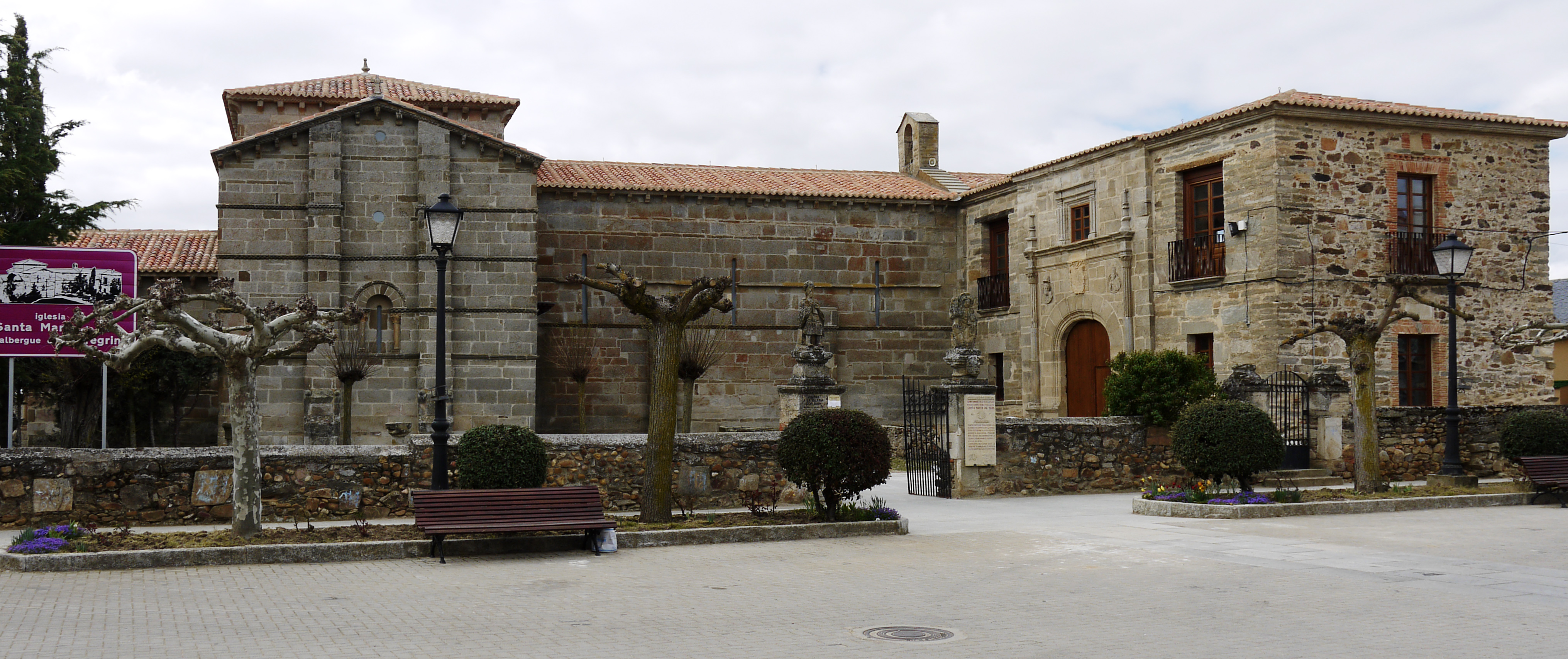
Kirche Santa Marta und ehemaliger Palast der Bischöfe von Astorga

Die Kirche Santa Marta in Santa Marta de Tera, einem Ortsteil der Gemeinde Camarzana de Tera in der Provinz Zamora der spanischen Autonomen Gemeinschaft Kastilien und León, wurde gegen Ende des 11. Jahrhunderts als Teil eines heute nicht mehr erhaltenen Klosters errichtet. Die Kirche liegt am östlichen Rand der Sierra de la Culebra an der Via de la Plata, einem der Pilgerwege nach Santiago de Compostela. Im Jahr 1931 wurde die romanische Kirche zum Baudenkmal (Bien de Interés Cultural) erklärt.

## Geschichte

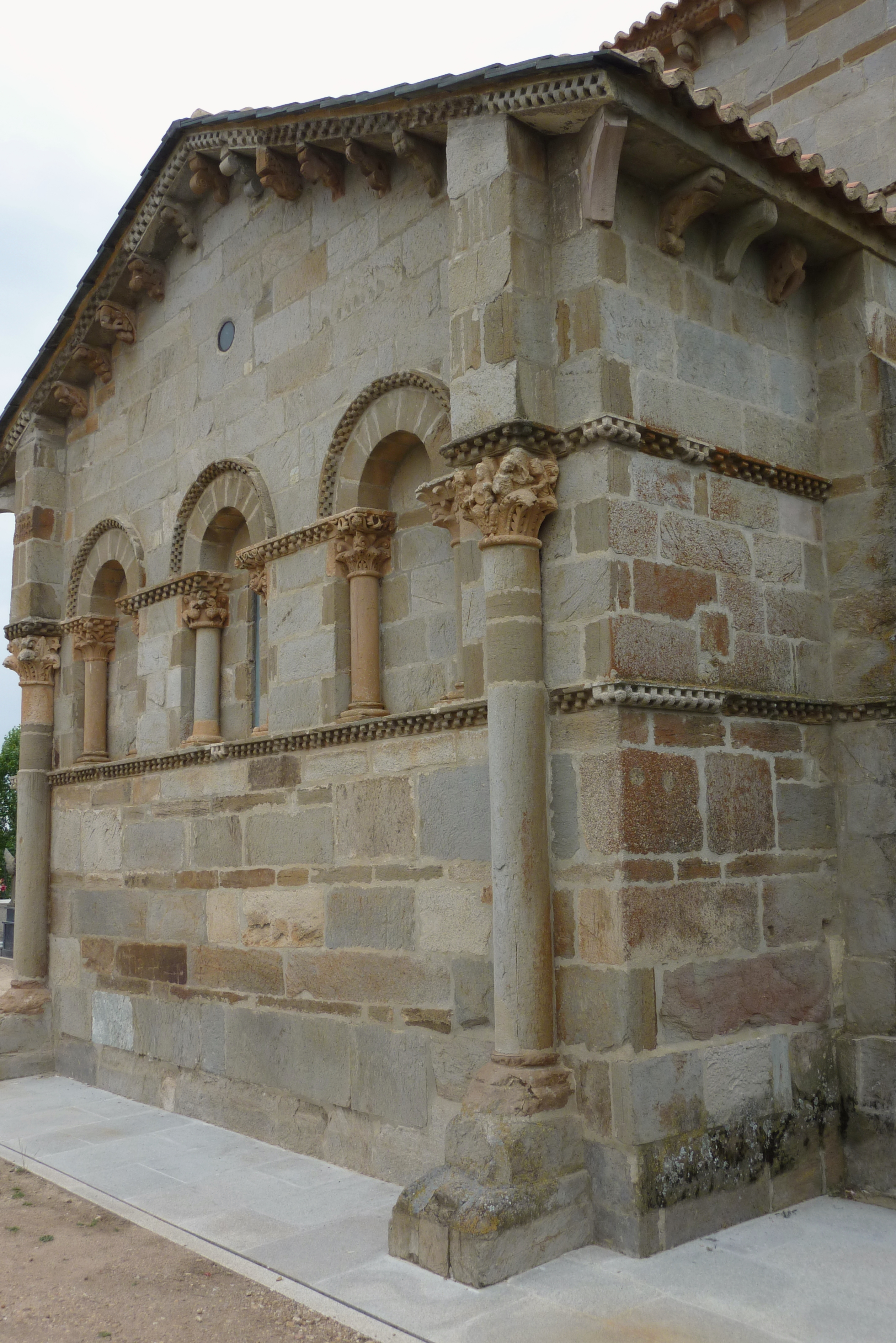
Apsis

Bereits im 10. Jahrhundert gab es am Río Tera an der Stelle der heutigen Kirche ein Kloster, das der heiligen Martha von Bethanien geweiht war. Im Archiv der Kathedrale von Astorga sind zahlreiche Dokumente zur Geschichte des Klosters und seiner Kirche, die bis heute zum Bistum Astorga gehört, erhalten. Die Urkunden belegen die Schenkungen der Könige von León an das Kloster. Im Jahr 1063 übergaben Ferdinand I. und seine Gemahlin Sancha von León das Kloster dem Bischof Ordoño von Astorga aus Dankbarkeit über die Überführung der Reliquien des heiligen Isidor von Sevilla (um 560–636) aus der damals zu einem von den Mauren besetzten Taifa-Königreich gehörenden Stadt Sevilla. Der Kirchenvater, Gelehrte und Bischof von Sevilla wurde dann in León in der nach ihm benannten Basilika San Isidoro beigesetzt. Nach dem Vorbild dieser Kirche und vermutlich auch vom gleichen Baumeister wurde gegen Ende des 11. Jahrhunderts die heutige Kirche Santa Marta errichtet. Neben der Kirche wurde ein Palast gebaut, der den Bischöfen von Astorga bis zum Jahr 1901 als Residenz diente.
Im 12. Jahrhundert zerstörte ein Brand einen Teil des Kirchenschiffs und das Westportal. Das bereits im Jahr 1085 durch Alfons VI., König von Kastilien und León, zu einem Augustiner-Chorherrenstift umgewandelte Kloster bestand bis ins 16. Jahrhundert. In der Folgezeit diente Santa Marta als Pfarrkirche. Die Klostergebäude verfielen und wurden abgerissen. Der Palast der Bischöfe von Astorga wurde ab 1901 als Pfarrhaus genutzt. Im Jahr 1908 entdeckte der Geschichtswissenschaftler und Archäologe Manuel Gómez-Moreno Martínez die Kirche und verfasste eine Dokumentation. Nachdem die Kirche im Jahr 1931 zum geschützten Baudenkmal erklärt worden war, erfolgte die Restaurierung und der Abriss späterer Anbauten.

## Architektur
Die über dem Grundriss eines lateinischen Kreuzes erbaute Kirche ist aus großen, regelmäßig behauenen Werksteinen errichtet. Das Langhaus ist in drei Joche gegliedert. Über der Vierung erhebt sich eine quadratische Laterne.
Unter dem Dachansatz reihen sich insgesamt 199 Kragsteine, die teilweise mit figürlichen Darstellungen versehen sind. Es sind Vierbeiner zu erkennen, Blätter, Früchte, Pinienzapfen und Menschen, die manchmal auch nackt dargestellt sind. Wie die Innenwände werden auch die Außenmauern durch mehrere Reihen von Schachbrettfriesen gegliedert.

### Portale

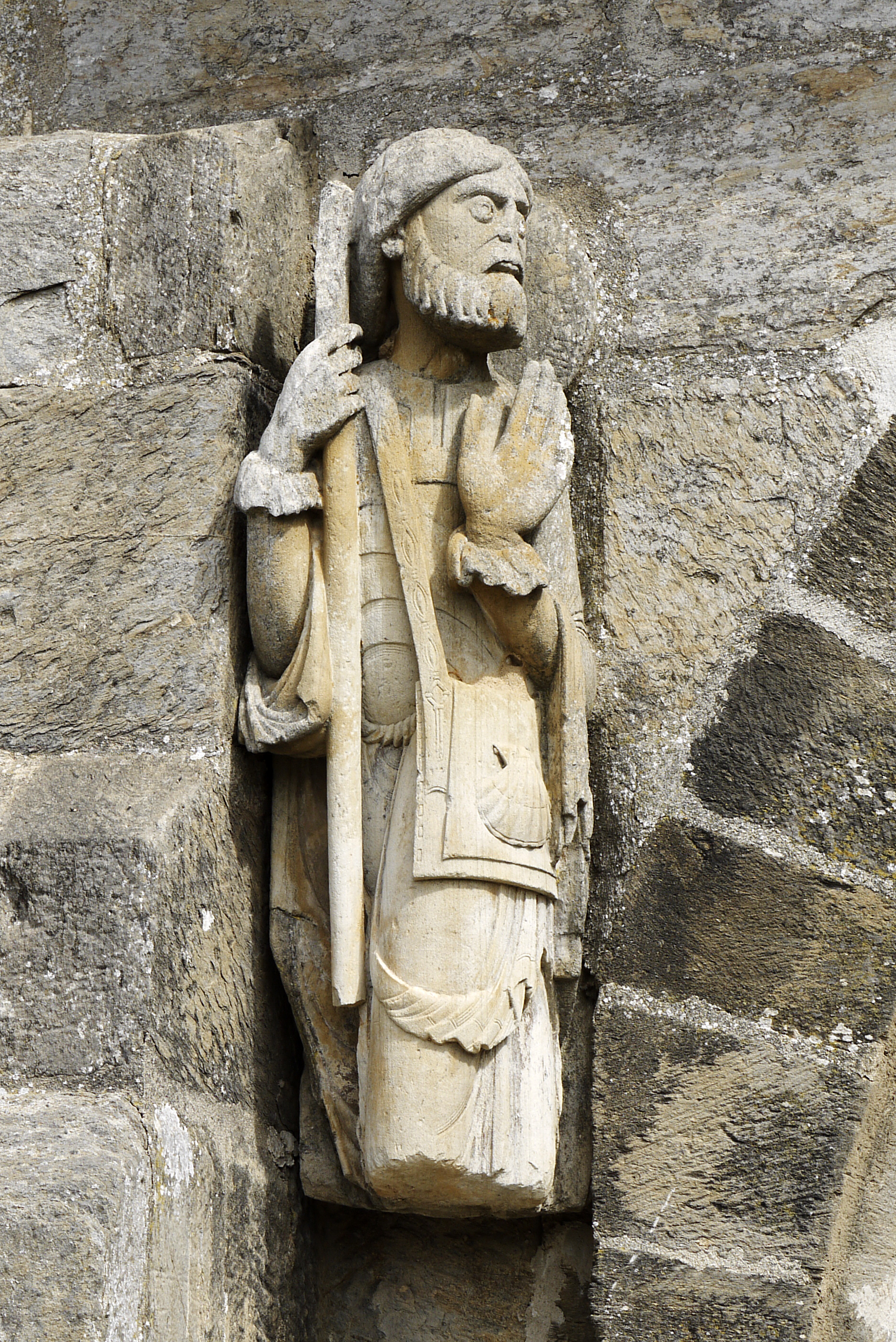
Apostel Jakobus am Südportal, links

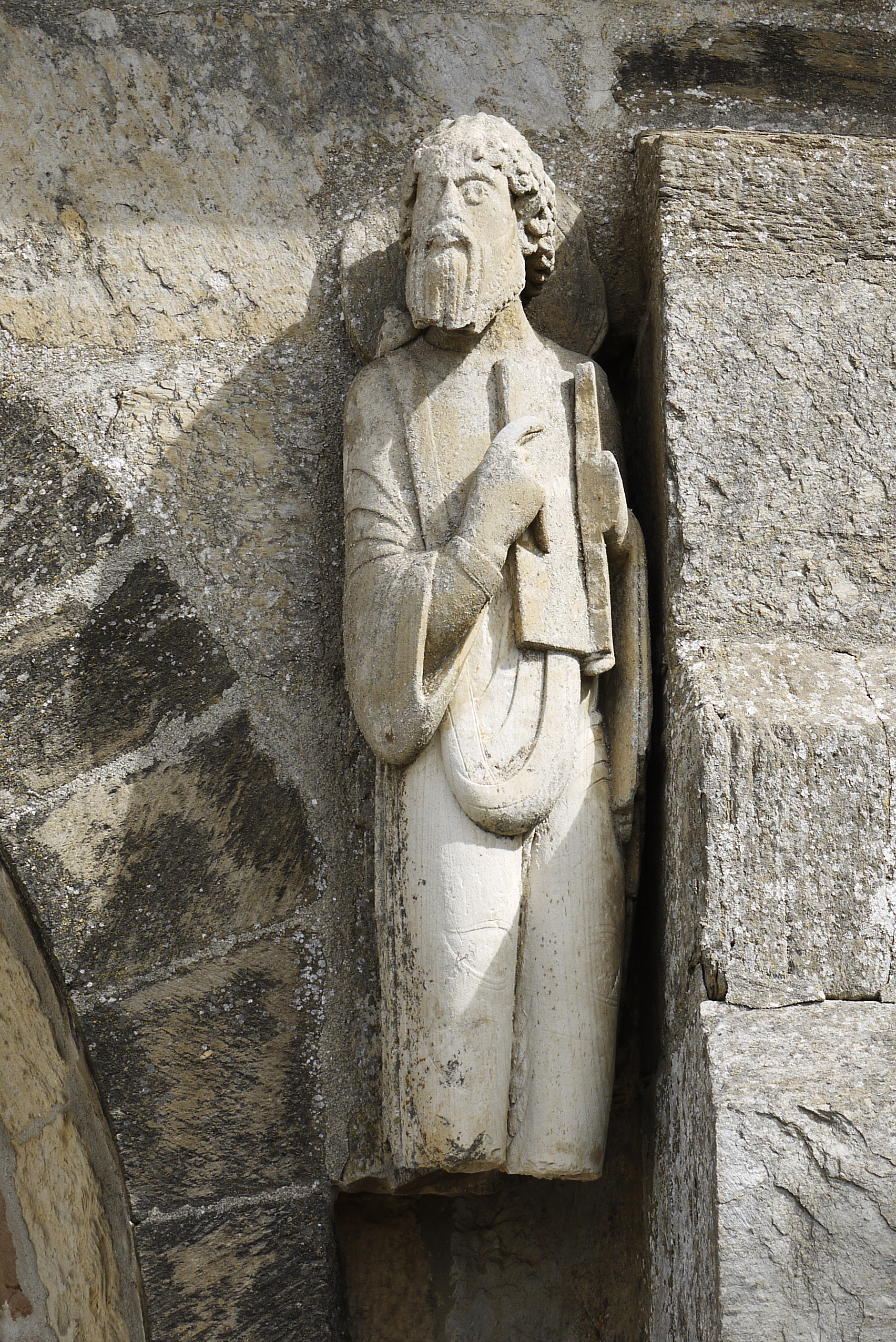
Apostel am Südportal, rechts

Die Kirche besitzt drei Portale, eines an der Südseite, eines im Westen des Langhauses, das in den ehemaligen bischöflichen Palast integriert ist, und eines an der Westseite des nördlichen Querschiffarmes.
Das Südportal ist das Hauptportal der Kirche. Es wird von drei rundbogigen Archivolten umrahmt. Die beiden äußeren Bogenläufe liegen auf je zwei wiederverwendeten, vermutlich aus römischer Zeit stammenden Marmorsäulen auf, der innere Bogenlauf ruht auf Pfosten, deren Kämpfer mit geometrischen Motiven verziert sind. Die Kapitelle der Säulen sind stark beschädigt. Es sind menschliche Gestalten, Harpyien und Löwen zu erkennen, aus deren Mäulern verschlungene Bänder hervorkommen. Die Kämpfer über den Kapitellen sind mit ineinander verschlungenen Kreisen dekoriert, auf einem sind Drachen dargestellt.
Die beiden unvollständig erhaltenen Skulpturen in den Zwickeln des Portals befanden sich ursprünglich nicht an dieser Stelle. Die linke Figur stellt den Apostel Jakobus den Älteren als Pilger gekleidet dar, mit Pilgerstab und Umhängetasche, auf der die Jakobsmuschel prangt. Die rechte Figur stellt vermutlich einen anderen Apostel dar. Beide Figuren stammen aus dem 12. Jahrhundert und weisen Gemeinsamkeiten mit den Bildhauerarbeiten der Kirche San Isidoro in León auf.

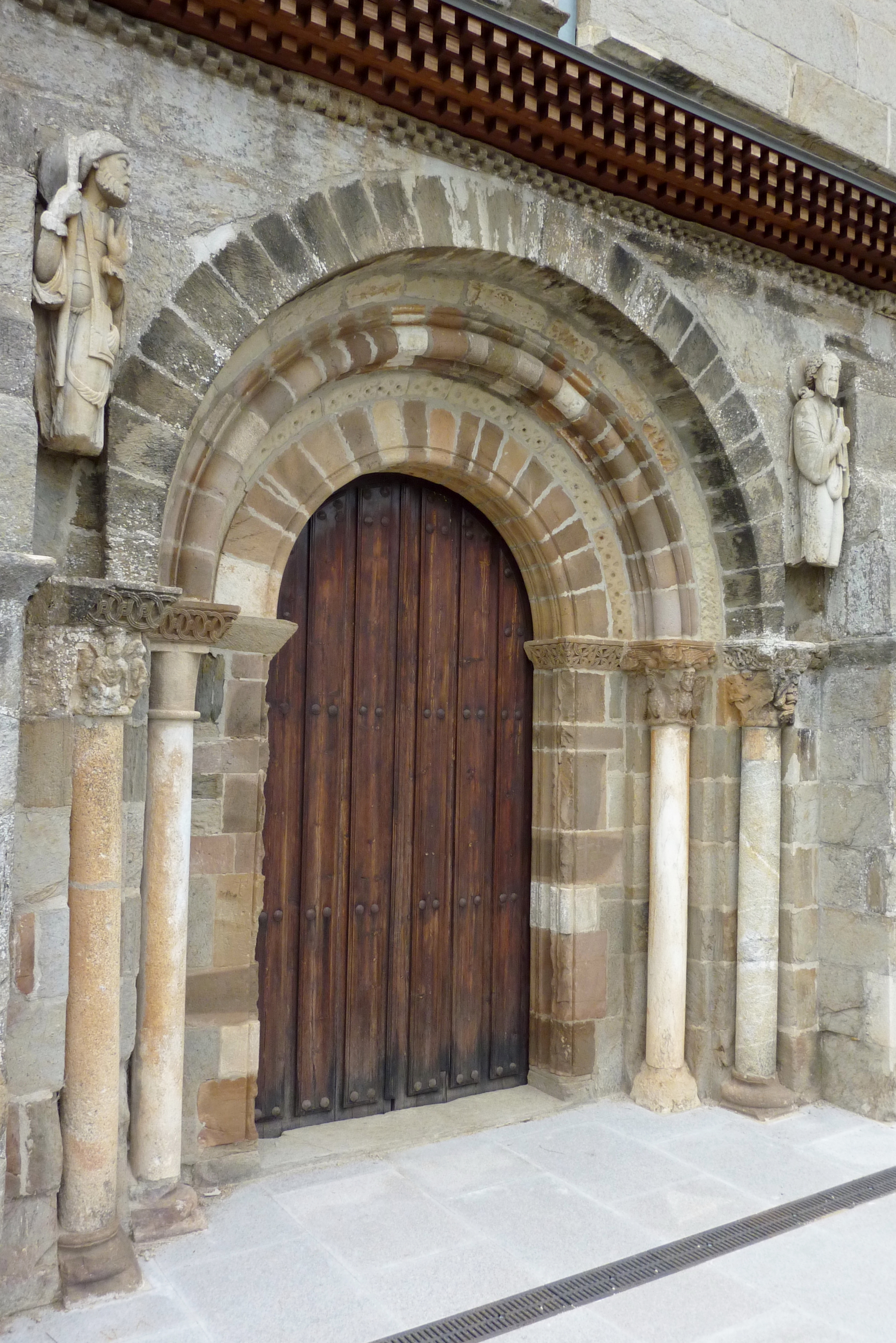
Südportal
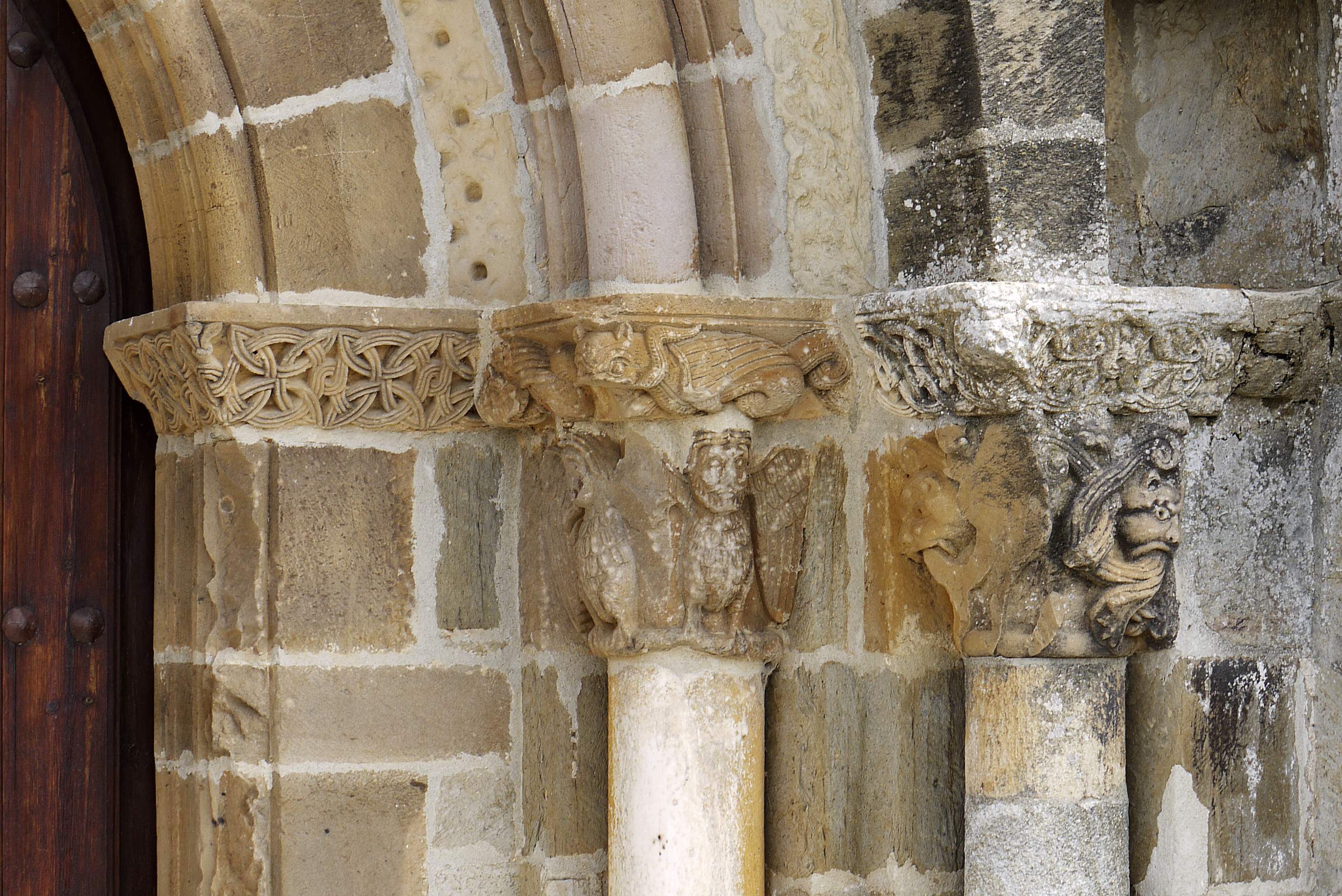
Kapitelle am Südportal
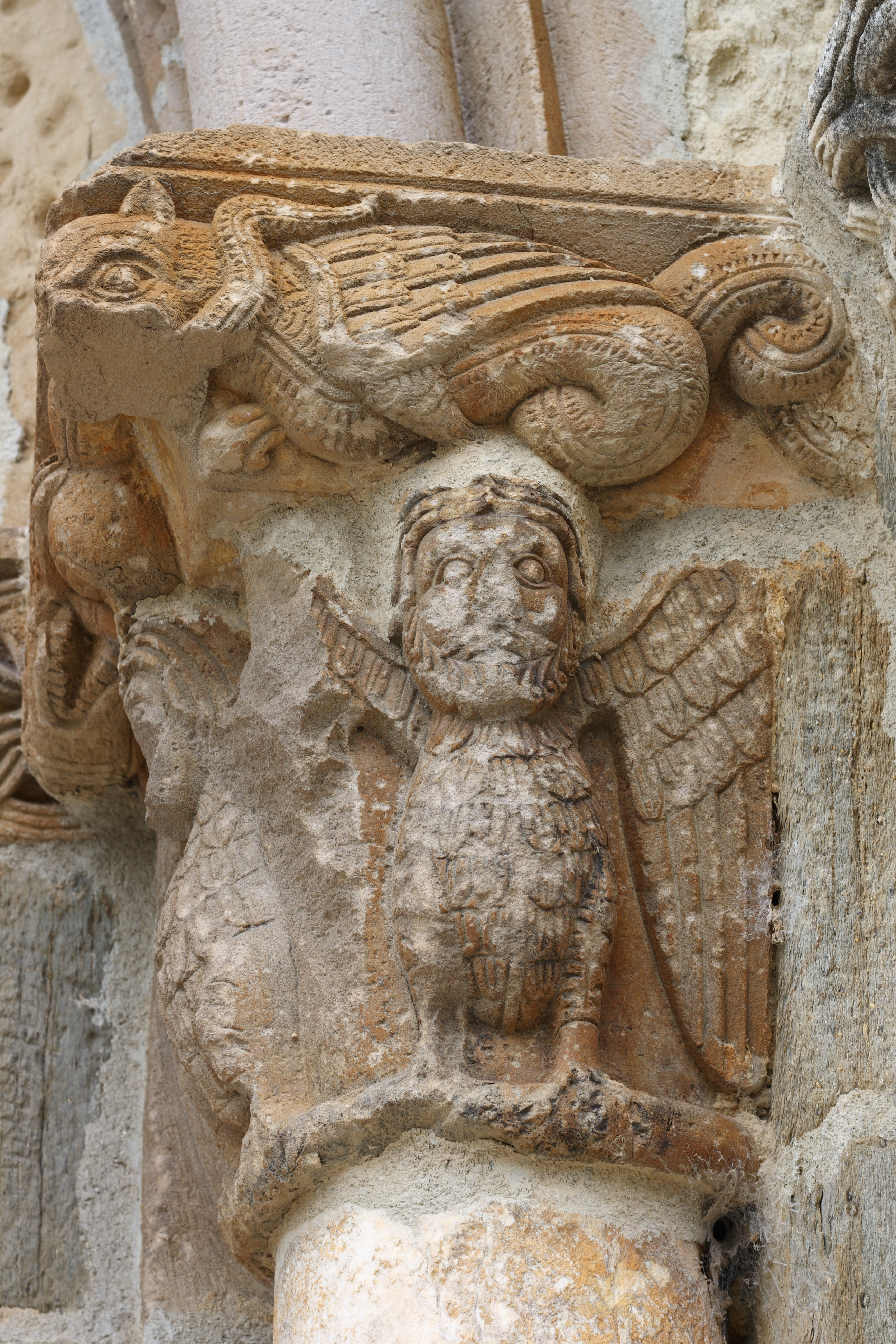
Kapitelle am Südportal
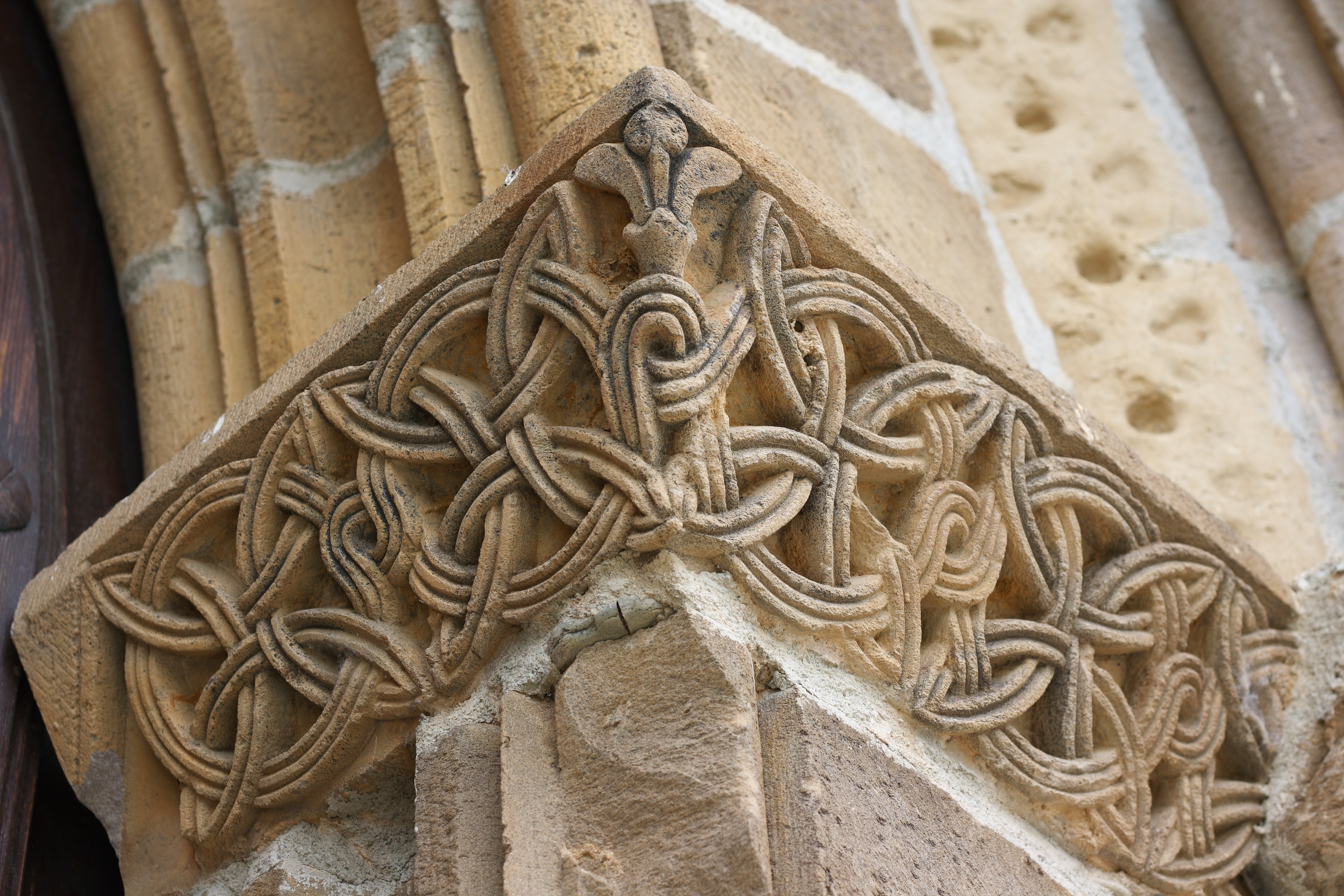
Kämpfer am Südportal

Das Portal des nördlichen Querhauses ist schlichter gestaltet. Es besitzt zwei Archivolten, deren äußere von einem Röllchenfries gerahmt wird. An der Südseite dieses Portals wurde ebenfalls in späterer Zeit eine stark beschädigte Heiligenfigur platziert.

### Apsis

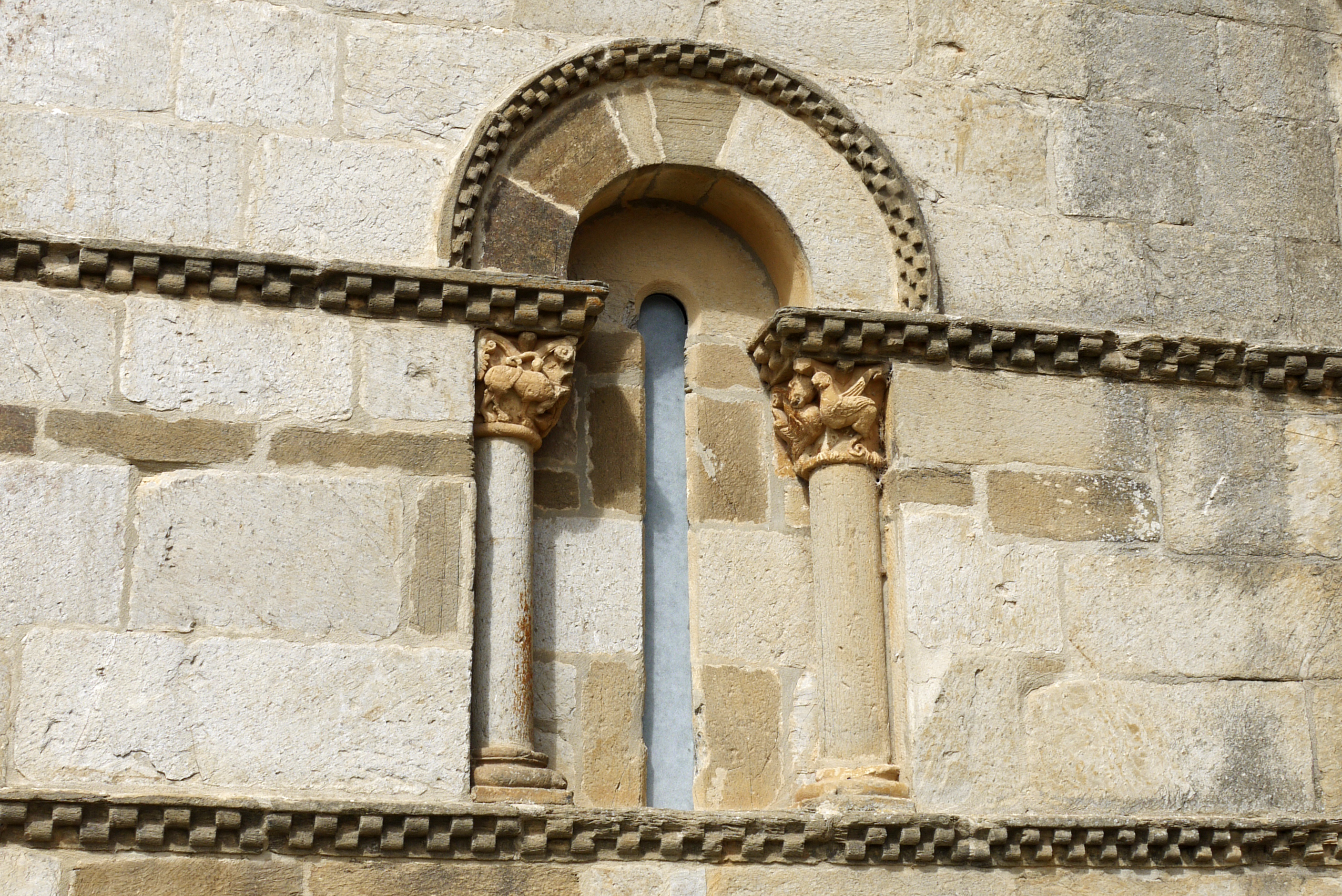
Apsisfenster

Die Apsis ist – wie üblich bei den Kirchen der frühen Romanik in der Umgebung von Zamora – innen und außen gerade geschlossen, was dem Einfluss westgotischer Bauten wie San Pedro de la Nave zugeschrieben wird. Sie wird seitlich von zwei Säulen begrenzt, die auf der Höhe der Kapitelle der Apsisfenster in Strebepfeiler übergehen. Auf dem Kapitell der nördlichen Säule ist die Anbetung der Heiligen Drei Könige dargestellt. Das Kapitell der südlichen Säule ist mit Akanthusblättern skulptiert. In dem darüber aufragenden Strebepfeiler ist ein wiederverwendetes Kapitell aus westgotischer Zeit mit stilisiertem Blattdekor integriert. 
In der Apsis öffnen sich fünf Rundbogenfenster, je eines an den Seiten und drei an der Ostwand. Von diesen drei Fenstern ist nur das mittlere von einer schmalen, schießschartenartigen Öffnung durchbrochen, die beiden äußeren Fenster sind vermauert. Sämtliche Fenster sind von einer schlichten Archivolte umgeben, die auf schlanken Säulen mit aufwändig skulptierten Kapitellen ruht. Auf den Kapitellen sind Löwen, Greife, Vögel und Blattwerk zu erkennen.

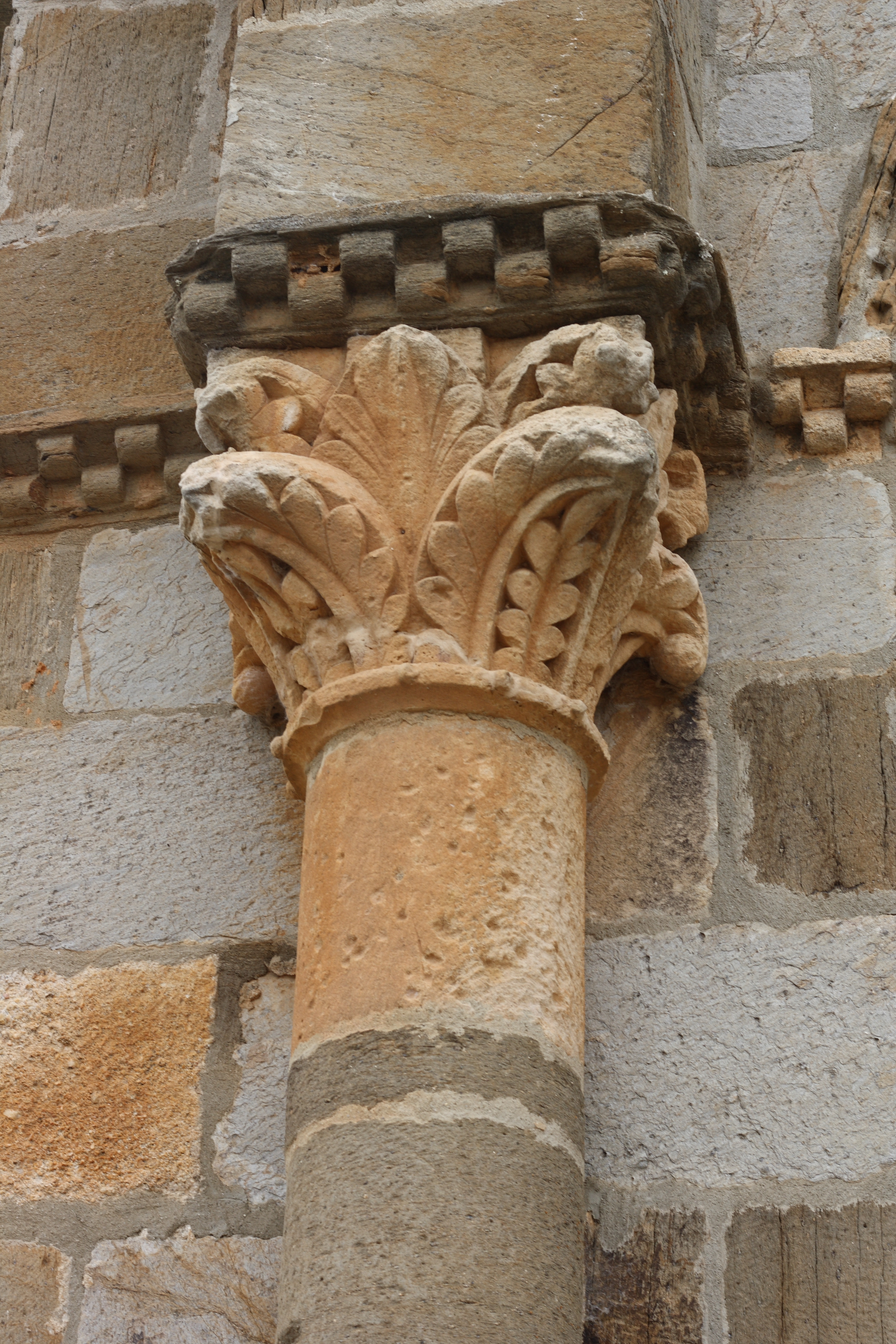
Kapitelle an der Apsis
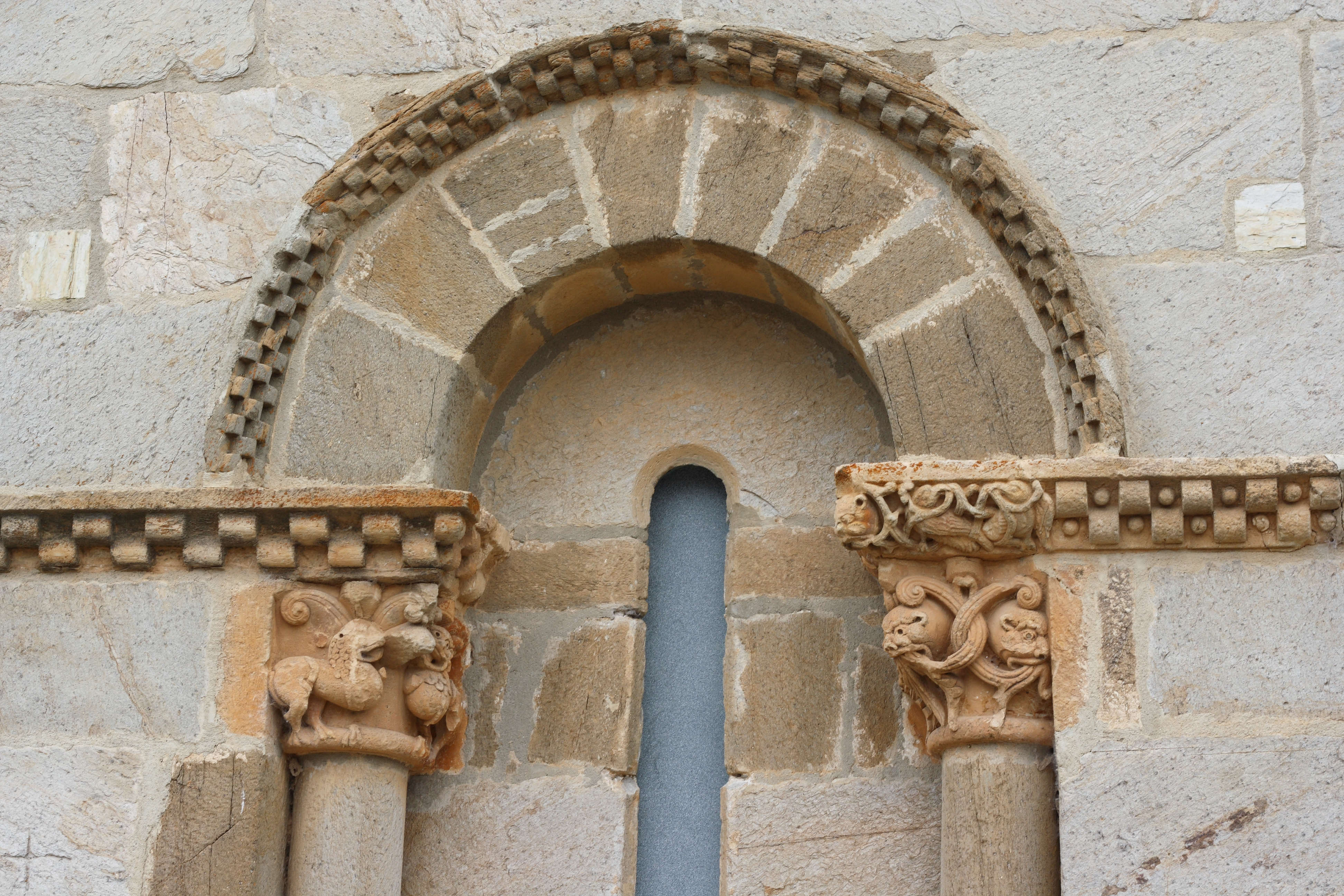
Kapitelle an der Apsis
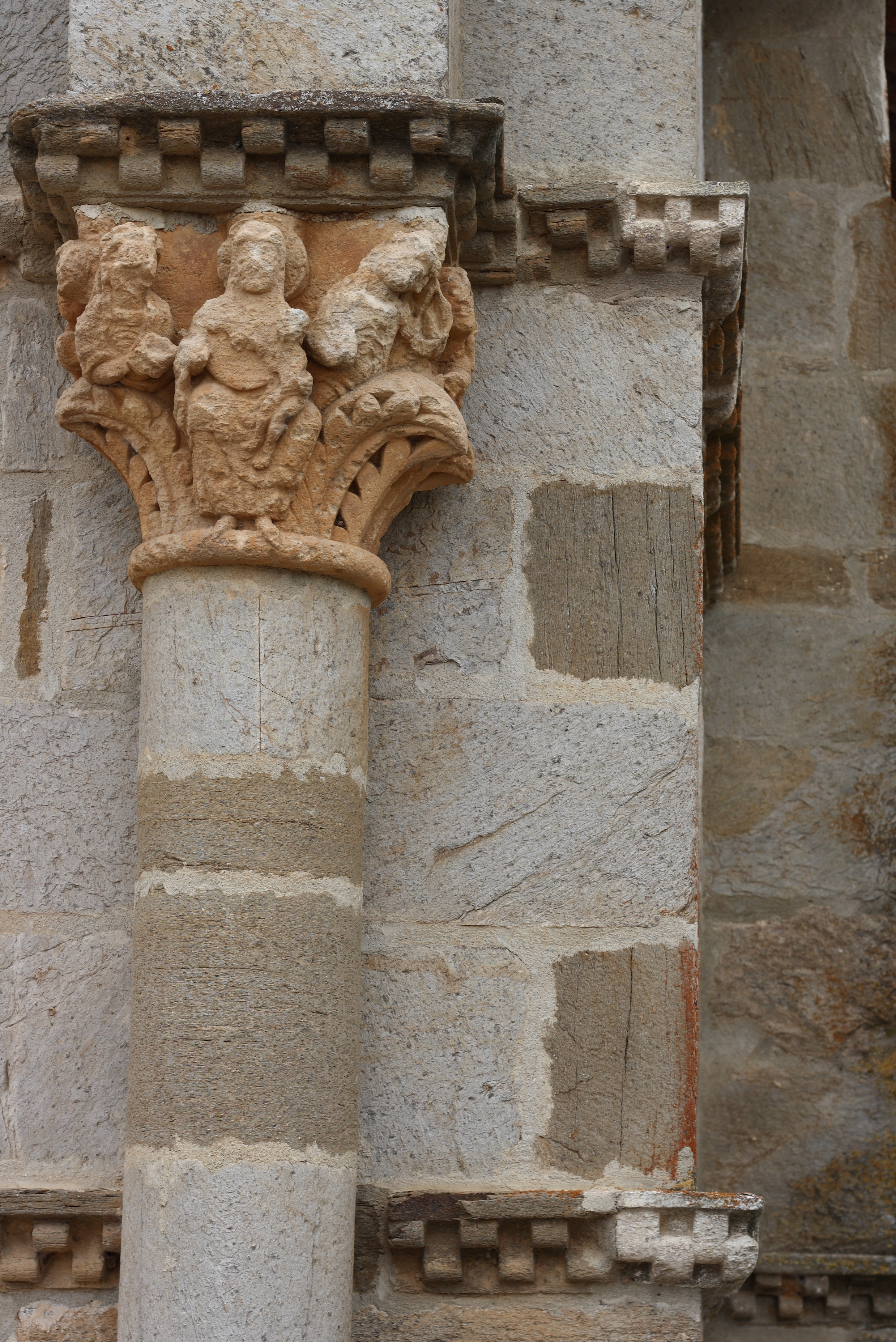
Kapitelle an der Apsis
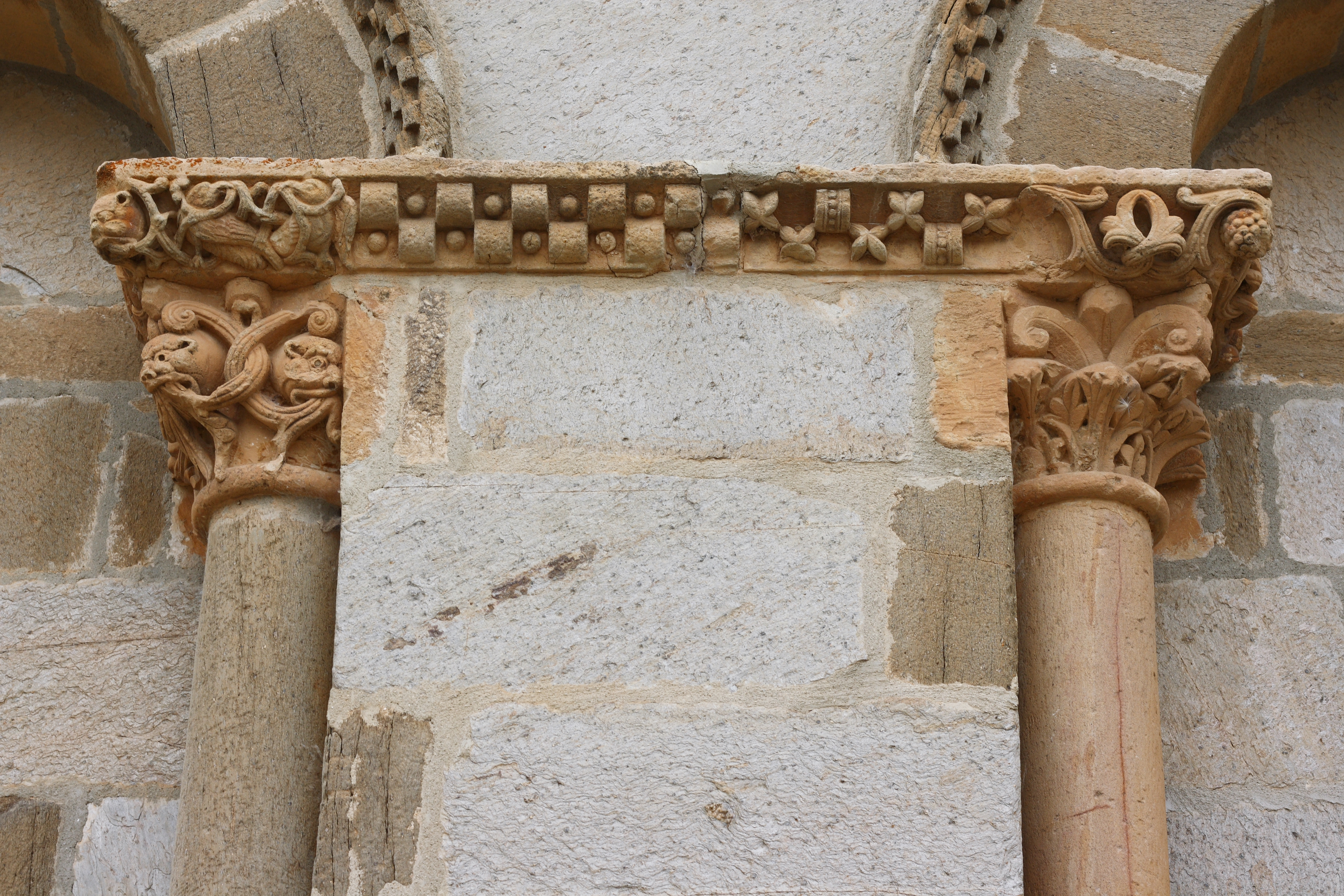
Kapitelle an der Apsis